# Старост Земље
Старост Земље је процењена на 4,55 милијарде (4.55 × 109) година. Ова старост је заснована на доказима из радиометријског датирања старости метеоритског материјала и у складу је са старошћу најстаријих познатих узорака са земље и месеца. Након научне револуције и развоја радиометријског датирања старости, мерења олова у минералима богатих уранијумом су показала да су неки узорци били старији од милијарду година.
Ова процена представља компромис између најстаријих земаљских минерала - малих кристала циркона на подручју Џек хилз-а (Jack hills) Западне Аустралије - и астрономских и планетолошких процена старости Сунчевог система. Докази на основу радиометриског одређивања старорсти циркона даље потврђују да је Земља стара најмање 4,404 милијарде година.
Упоређујући масу и луминозитет Сунца с бројним другим звездама, може се закључити да је Сунчев систем много старији од тих стена. Ца-Ал-богате инклузије - најстарији познати тврди састојци унутар метеорита који су се формирали заједно са Сунчевим системом - су стари 4,567 милијарде година, давши тако најстарију границу за старост Сунчевог система, а заједно с њим и границу старости Земље.
Претпоставља се да је сажимање Земље започело убрзо након стварања Ца-Ал-богатих инклузија и метеорита. С обзиром на то да се не зна тачно колико дуго је трајало сажимање Земље, а различити теоретски модели варирају од неколико милиона до неколико стотина милиона година, савршено тачну старост Земље је тешко одредити.